# Mobilportal
En mobilportal er websted designet til at kunne tilgås via et mobilt medie. Mobilportaler minder om websider, men er skrevet i et andet sprog, XHTML og ikke HTML, og samtidig optimeret til små skærme med mindre grafik. Fordelen er også, at de er hurtigere (og pga. betalingsformerne også billigere) at hente ned. 
Mobilportaler kan ses som næste generation af WAP og bliver også kaldt for WAP 2.0. 
For at få adgang til mobilportaler kræves det, at man har en mobiltelefon (eller lignende mobilt medie) med dataadgang (GPRS, EDGE eller UMTS – dvs. 3G). Dernæst skal mobiltelefonen have en browser, der kan vise XHTML websider. 
I efteråret 2006 blev der åbnet for et nyt top level domæne, .mobi, som giver brugerne mulighed for at adskille mobilportaler og almindelige websider fra hinanden. Adresser der ender på .mobi er til mobiltelefoner. 
Ordet mobilportal er også lidt fejlagtigt anvendt om websites, der sælger mobilt indhold som ringetoner, baggrundsbilleder m.v.
| Internet | Spire Denne internet-relaterede artikel er en spire som bør udbygges. Du er velkommen til at hjælpe Wikipedia ved at udvide den. |